# Mistrzostwa Europy w Judo 1984
33. Mistrzostwa Europy w Judo w 1984 roku mężczyzn odbyły się w dniach 3-6 maja w Liège, a kobiety rywalizowały w dniach 17-18 marca w Pirmasens. Finałowy turniej drużynowy rozegrano 27 i 28 października w Paryżu.

## Klasyfikacja medalowa
| Miejsce | Państwo         |    |    |    | Razem |
| ------- | --------------- | -- | -- | -- | ----- |
| 1       | Francja         | 6  | 4  | 4  | 14    |
| 2       | ZSRR            | 3  | 2  | 1  | 6     |
| 3       | RFN             | 3  | 1  | 3  | 7     |
| 4       | Wielka Brytania | 3  | 0  | 5  | 8     |
| 5       | Austria         | 1  | 2  | 2  | 5     |
| 6       | Holandia        | 1  | 0  | 4  | 5     |
| 7       | Włochy          | 0  | 3  | 2  | 5     |
| 8       | NRD             | 0  | 2  | 0  | 2     |
| 9       | Belgia          | 0  | 1  | 3  | 4     |
| 10      | Czechosłowacja  | 0  | 1  | 2  | 3     |
| 11      | Węgry           | 0  | 1  | 0  | 1     |
| 12      | Hiszpania       | 0  | 0  | 4  | 4     |
| 13      | Rumunia         | 0  | 0  | 2  | 2     |
| 14      | Szwajcaria      | 0  | 0  | 1  | 1     |
| .       | Jugosławia      | 0  | 0  | 1  | 1     |
| Razem   | Razem           | 17 | 17 | 34 | 68    |

## Medaliści

### Mężczyźni
| Konkurencja: | Złoto: | Srebro: | Brąz: |
| −60kg        | Chazriet Tleceri | Felice Mariani | Patrick Roux Carlos Sotillo |
| −65kg        | Marc Alexandre | Jaroslav Kříž | Stephen Gawthorpe Lucas Chanson |
| −71kg        | Tamaz Namgalauri | Serge Dyot | Joaquín Ruiz Istvan Nagy |
| −78kg        | Neil Adams | Dénes Fogarasi | Michel Nowak Yuri Merkulov |
| −86kg        | Vitaly Pesnyak | Roland Borawski | Ben Spijkers Peter Seisenbacher |
| −95kg        | Günther Neureuther | Robert Van de Walle | Roger Vachon Robert Köstenberger |
| ponad 95kg   | Alexander von der Groeben | Dietmar Pufahl | Willy Wilhelm Vladimír Kocman |
| Open         | Angelo Parisi | Grigory Verichev | Robert Van de Walle Mihai Cioc |
| Drużynowo    | Francja · Marc Alexandre · Richard Melillo · Michel Nowak · Fabien Canu · Roger Vachon · Angelo Parisi · Bruno Douet · (François Fournier, Patrick Roux) | ZSRR · Igor Zhuchkov · Jurij Sokołow · Sergey Gorichev · Władimir Szestakow · Alexander Sivtsev · Boris Gogichashvili · Khabil Biktashev · | Wielka Brytania · Michael Somerville · Stephen Gawnthorpe · Kerrith Brown · Richard Armstrong · Densign White · Nicholas Kokotaylo · Elvis Gordon · Czechosłowacja · Pavel Petrikov · Jaroslav Kritz · Karel Ulcnik · Vladimir Barta · Karel Purkert · Jiri Sosna · Vladimír Kocman |

### Kobiety
| Konkurencja: | Złoto:             | Srebro:            | Brąz:                               |
| −48kg        | Karen Briggs       | Fabienne Boffin    | Birgit Friedrich Dolores Veguillas  |
| −52kg        | Edith Hrovat       | Patricia Montaguti | Inge Heuvelmans Sacramento Moyano   |
| −56kg        | Diane Bell         | Gerda Winklbauer   | Regina Philips Béatrice Rodriguez   |
| −61kg        | Martine Rottier    | Petra Wahnsiedler  | Laura Di Toma Ann Hughes            |
| −66kg        | Brigitte Deydier   | Roswitha Hartl     | Godelieve Lieckens Irene de Kok     |
| −72kg        | Barbara Claßen     | Christine Cicot    | Theresa Hayden Fabienne Antoine     |
| ponad 72kg   | Marjolein van Unen | Natalina Lupino    | Marica Arsenović Maria Teresa Motta |
| Open         | Natalina Lupino    | Maria Teresa Motta | Sandra Bradshaw Karin Kutz          |